# Krysztalica
Krysztalica, choroba wierzchołkowa – określenie różnych chorób wirusowych owadów.
Większość wirusów wywołujących choroby owadów charakteryzuje się zdolnością tworzenia krystalicznych otoczek w kształcie wielościanów lub elipsoidalnych granul. Owady porażone przez krysztalicę wyróżniają się początkowo wzmożoną aktywnością, w przypadku gąsienic nasileniem żerowania. W późniejszej fazie owady tracą zdolność poruszania się i nie pobierają pokarmu. Ciało owadów blednie. Gąsienice chore na krysztalicę wiotczeją i zwisają trzymając się podłoża jedną parą nóg odwłokowych. Wnętrze ciała wypełnia matowomleczna lub jasnobrunatna ciecz, która z czasem zamienia się w kryształki lub granulki a ciała owadów ciemnieją.
Nazwa choroba wierzchołkowa pochodzi od zachowania się porażonych gąsienic, które wędrują wysoko w korony drzew i tam giną.
Najbardziej znanymi wirusami wywołującymi krysztalicę u owadów leśnych są:
- Borrelinavirus efficiens (Baculovirus efficiens) u brudnicy mniszki
- B. reprimens u brudnicy nieparki
- B. diptrionis u borecznika rudego
- Bergoldiavirus calypta u wyłogówki jedliczanki
- Smithiavirus pudibundae u szczotecznicy szarawki

Zobacz też
- Bakulowirusy
- Biologiczne zwalczanie szkodników

Literatura
- Andrzej Szujecki: Entomologia leśna. T. 2. Warszawa: Wydawnictwo SGGW, 1998, s. 65. ISBN 83-00-02895-1 (t. 2).
- Józef Razowski: Słownik entomologiczny. Warszawa: Państwowe Wydaw. Naukowe, 1987, s. 108. ISBN 83-01-07907-X.
- Stefan Kocięcki, Roman Andrzejewski: Mała encyklopedia leśna. Warszawa: Państwowe Wydaw. Naukowe, 1991, s. 248. ISBN 83-01-08938-5.